# Live in Gdańsk (album World Orchestra)
Live in Gdańsk – drugi album międzynarodowego projektu muzycznego Grzecha Piotrowskiego, nazwanego World Orchestra. Podwójne wydawnictwo nagrań na żywo dokonanych w Gdańsku w 2011 roku ukazało się pod szyldem wytwórni Universal Music Polska. Płyta została nominowana do Fryderyka 2014 w kategorii Album Roku - Muzyka Jazzowa.

## World Orchestra
| - Grzegorz Piotrowski - kompozycje, prowadzenie orkiestry, saksofon, produkcja muzyczna - Georgi Petkov - dyrygent - The Bulgarian Voices Angelite - śpiew - Ruth Wilhelmine Meyer - śpiew - Таисия Краснопевцева (Taisiya Krasnopevtseva) - śpiew - Сергей Старостин (Sergey Starostin) - śpiew - Espen Leite Skarpengland - akordeon - Sinikka Langeland - kantele - Vladiswar Nadishana - multiinstrumentalista - Lars Andreas Haug - tuba - Azat Bikchurin - kuraj |  | - Marcin Wasilewski - fortepian - Robert Luty - bębny - Marcel Comendant - cymbały - Bram Stadhouders - gitara elektryczna - Michał Barański - kontrabas - Jan Pilch - perkusja - Gertruda Szymańska - perkusja - Sandra Kopijkowska-Skórka - harfa - Theodosii Spassov - kaval - Atom String Quartet |

## Lista utworów[2]
| CD 1. Bogurodzica 2. Concert for Kaval & Orchestra 3. Sirdaria 4. Emoq 5. Farvel 6. Den Lille Fløyten 7. Lucciole in Vinci 8. Tapan 9. Tapan Instrumental 10. S nami v lesu 11. Kak paszli devki 12. Jeziora 13. Ave Maria 14. The Legend of Popiel and Piast Kołodziej |  | DVD 1. Bogurodzica 2. Concert for Kaval & Orchestra 3. Emoq 4. Sirdaria 5. Farvel 6. Warmiak 7. Lucciole in Vinci 8. Den Lille Fløyten 9. Tapan 10. Tapan Instrumental 11. S nami v lesu 12. Kak paszli devki 13. Jeziora 14. The Legend of Popiel and Piast Kołodziej |